# Qihoo 360
Qihoo 360 Technology Co. Ltd, ou Qihoo 360, est une société spécialisée dans les logiciels connue pour son logiciel antivirus (360 Safeguard, 360 SAFE Mobile), son navigateur web (360 Browsers) et son store d'applications mobiles (360 Mobile Assistant). Elle a été fondée par Zhou Hongyi et Qi Xiangdong en juin 2005,. En décembre 2012, Qihoo 360 comptait 445 millions d'utilisateurs de ses produits de sécurité internet et 207 millions d'utilisateurs de ses produits antivirus mobiles. La société est principalement active en Chine.
Depuis 2012, Qihoo conçoit des smartphones.